# Kataklysmisch veränderlicher Stern
Ein kataklysmischer Veränderlicher (Abk. CV von englisch Cataclysmic Variable) ist ein enges halbgetrenntes Doppelsternsystem. Es besteht aus einem akkretierenden Weißen Zwerg und einem Masse verlierenden roten Zwergstern, Heliumstern oder Unterriesen. Kataklysmische veränderliche Sterne zeigen eine große Spanne von Helligkeitsänderungen als Folge des Massetransfers zwischen den Sternen.

## Geschichte und Aufbau
Kataklysmische Veränderliche sind in Form der Novae bereits aus circa 2500 Jahre alten chinesischen Quellen bekannt. Dabei handelt es sich um starke Helligkeitsausbrüche von bis zu 20 mag, die als neue Sterne interpretiert wurden. Erst in der zweiten Hälfte des 19. Jahrhunderts wurde die erste Zwergnova U Geminorum entdeckt. Die angenommene Verwandtschaft zwischen Novae und Zwergnovae bezog sich zunächst auf die Form der Lichtkurve, die kleinere Ausbruchsamplitude und kürzere Zeit zwischen den Ausbrüchen.

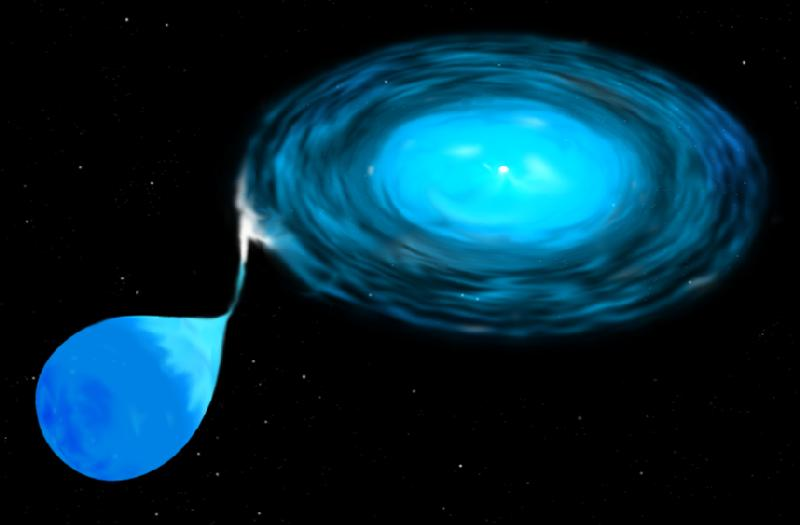
Künstlerische Darstellung eines kataklysmischen Doppelsternsystems

Erst mit Hilfe der lichtelektrischen Photometrie sowie der Spektroskopie konnte der Aufbau der kataklysmischen Veränderlichen verstanden werden. Es handelt sich dabei um ein enges Doppelsternsystem, bestehend aus einem Weißen Zwerg und einem Begleiter. Dieser überschreitet seine Roche-Grenze im Doppelsternsystem und verliert deshalb Materie an den Weißen Zwerg. Bei dem Begleiter handelt es sich meist um einen roten Zwergstern oder einen späten Unterriesen. Die Materie fließt entlang eines Stromes auf den Weißen Zwerg zu und bildet aufgrund der Drehimpulserhaltung bei Abwesenheit starker Magnetfelder eine Akkretionsscheibe um den kompakten Stern. Wo der Materiestrom auf die Akkretionsscheibe trifft, wird diese erhitzt und bildet einen hellen Fleck, der in der Lichtkurve zu einem Höcker (engl. hump) führt. Die Lichtkurve eines kataklysmischen Veränderlichen kann bei entsprechender Ausrichtung im Raum noch einen bedeckungsveränderlichen Anteil haben, im Bereich von Sekundenbruchteilen flimmern (engl. Flickering) und aufgrund eines veränderlichen Materiestroms in der Ruhehelligkeit variieren.
Die Bezeichnung „kataklysmisch“ leitet sich von dem altgriechischen Kataklysmos für Überschwemmung ab und beschreibt die fundamentale Eigenschaft dieser Veränderlichen, wonach der Weiße Zwerg mit Materie von seinem Begleiter überschwemmt wird.

## Klassifikation
Die Klassifikation kataklysmischer Veränderlicher beruht auf unterschiedlichen physikalischen Prozessen, die beim Massentransfer auftreten und unterteilt sich in drei wesentliche Hauptgruppen:
- Scheibensysteme (Zwergnovae, Novaähnliche)
- magnetische CVs (AM-Herculis-Sterne, DQ-Herculis-Sterne)
- Objekte, bei denen es zu thermonuklearen Reaktionen auf dem Weißen Zwerg kommt (Novae, Superweiche Röntgenquellen)

Den Zustand eines CVs bestimmende Parameter sind die Bahnperiode des Systems und davon abhängig Spektraltyp und Masse des Begleiters bzw. Massenakkretionsrate sowie das Magnetfeld des Weißen Zerges.
Die Objektklassen zeigen oft unterschiedliche und charakteristische Formen der Lichtkurve, auf der historisch die Klassifikation beruhte.

### Scheibensysteme
Die primäre Emissionsquelle in Scheibensystemen (engl. disk CVs) stammt aus einer, den Weißen Zwerg umgebenden Akkretionsscheibe, in der die kinetische Energie der einfallenden Materie in elektromagnetische Strahlung umgesetzt wird. Das Verhalten der Akkretionsscheibe hängt in erster Linie von der Massenakkretionsrate und dem Massenverhältnis beider Sterne ab und wird in folgenden Untergruppen systematisiert:

#### Zwergnovae
Zwergnovae zeigen mehrfache Eruptionen mit einem Anstieg der Helligkeit bis 8 mag. Charakteristisch ist ein steiler Anstieg und ein langsamerer Helligkeitsabfall. Die Ausbrüche treten mit einem mittleren zeitlichen Abstand von Wochen bis Jahrzehnten auf. Die Ursache der Eruptionen liegt in einem bistabilen Zustand der Akkretionsscheibe, der auftritt, wenn die Massenakkretionsrate einen kritischen Wert unterschreitet. Während des Zwergnovaausbruchs kommt es beim Überschreiten einer kritischen Dichte zu einem plötzlichen Anstieg der Viskosität, in dessen Folge in der Scheibe gesammelte Materie verstärkt auf den Weißen Zwerg transferiert wird.
Zwergnovae werden weiter unterteilt in:
- U-Geminorum-Sterne: Die klassischen Zwergnovae sind meist in ihrer Ruhehelligkeit und alle Ausbrüche haben eine für den Stern typische Form.
- SU-Ursae-Majoris-Sterne: Bei dieser Untergruppe treten neben normalen Ausbrüchen auch Supermaxima auf. Diese sind etwa 0,7 mag heller und dauern drei- bis fünfmal länger. Zusätzlich treten sogenannte Superhumps auf. Dies sind geringe dem Maxima überlagerte Helligkeitsänderungen mit einer Periode, die ein paar Prozent länger ist als die Umlaufdauer des Doppelsternsystems.
- WZ-Sagittae-Sterne: Kurzperiodische Systeme mit sehr massearmen Begleitern (teilweise unter 0,08 Sonnenmassen) und sehr geringen Akkretionsraten. Der Unterschied zu den SU-UMa-Sternen besteht im Fehlen der normalen Ausbrüche. Es werden ausschließlich Superausbrüche beobachtet, die in sehr großen Zeitintervallen von bis zu 30 Jahren auftreten. WZ-Sge-Sterne werden manchmal auch mit dem unüblichen Begriff TOADs (Tremendous Outburst Amplitude Dwarf novae) bezeichnet.
- Z-Camelopardalis-Sterne: Der zwergnovatypische Helligkeitswechsel mit Ausbrüchen aus einem Ruhezustand, wird zeitweilig durch Intervalle mit nahezu konstantem Licht, den sogenannten Stillständen unterbrochen. Die Helligkeit im Stillstand liegt zwischen Ausbruchs- und Ruhehelligkeit. Der Stillstand beginnt im Helligkeitsabstieg aus dem Maximum und endet in einem Minimum. Z-Camelopardalis-Sterne sind Zwergnovae, deren Massenakkretionsrate nahe dem kritischen Wert liegt, ab dem keine Ausbrüche mehr auftreten.[5]

Die Unterschiede zwischen den Unterklassen beruht auf unterschiedlichen mittleren Massenakkretionsraten, die in einer Sequenz Z-Camelopardalis-, U-Geminorum-, SU-Ursae-Majoris- und WZ-Sagittae-Stern abnimmt.

#### Novaähnliche Veränderliche
Unter den novaähnlichen Veränderlichen werden Scheibensysteme gruppiert, in denen keine Zwergnovaausbrüche vorkommen. Die Massenakkretionsrate liegt oberhalb eines kritischen Wertes, bei dem sich die Akkretionsscheibe ständig in einem stabilen Zustand befindet, der dem einer Zwergnova im Ausbruch ähnelt. Die meisten Novaähnlichen haben Perioden oberhalb der Periodenlücke von 3 Stunden. In der Regel werden folgende Untergruppen unterschieden:
- UX-UMa-Sterne: Klassische novaähnliche Veränderliche mit Akkretionsscheibe in einem stabilen Zustand hoher Viskosität. Sie zeigen Wasserstoffabsorptionslinien im Spektrum und haben, abgesehen vom Prototyp UX UMa, oft geringe Bahnneigungen.
- RW-Tri-Sterne: Systeme mit großer Bahnneigung, die aus diesem Grund Spektren mit Emissionslinien aufweisen, und oft einen Bedeckungslichtwechsel zeigen, wenn der Begleiter die Akkretionsscheibe verdeckt.
- VY-Scl-Sterne: Diese Novaähnlichen zeigen in unregelmäßigen Abständen tiefe Minima von 3 bis 5 Magnituden, bei denen der Massentransfer fast zum Erliegen kommt. Die Lichtkurven ähneln denen von Polaren mit ihren hohen und niedrigen, vom Aktivitätsstatus abhängigen, Akkretionsraten. Als Ursache der niedrigen Akkretionsrate auf den Weißen Zwerg wird eine Ansammlung von Sternflecken am Lagrange-Punkt L1 vermutet. Bei VY-Scl-Sternen in ihren tiefen Minima ist die detaillierte Untersuchung des Weißen Zwergs und des Begleiters möglich, da im Gegensatz zu anderen kataklysmischen Veränderlichen die Akkretionsscheibe nicht die dominierende Lichtquelle ist.[6] Die VY-Scl-Sterne werden irreführenderweise auch als Anti-Zwergnovae bezeichnet.
- SW-Sextantis-Sterne: Spektroskopisch mit den VY-Scl-Sternen verwandte Systeme, bei den aufgrund des großen Inklinationswinkels oft Bedeckungen beobachtet werden.

### Magnetische CVs
Kataklysmische Veränderliche, bei denen der Massentransfer durch das starke Magnetfeld des akkretierenden Weißen Zwerges beeinflusst wird. Man unterscheidet:
- AM-Herculis-Sterne: Bei den AM-Herculis-Sternen oder Polaren wird die Bildung einer Akkretionsscheibe unterdrückt, da die vom Begleiter kommende Materie entlang der Magnetfeldlinien direkt auf den Weißen Zwerg fließt. Weitere Effekte des bis zu 230 Megagauß starken Magnetfeldes sind eine Synchronisation der Bahnbewegung und der Rotation des Weißen Zwerges sowie eine bis zu 30 % starke Polarisation des optischen Lichtes.
- DQ-Herculis-Sterne: Bei den DQ-Herculis-Sternen oder intermediären Polaren ist das Magnetfeld schwächer und die Akkretionsrate höher als bei den Polaren. In den meisten Fällen bildet sich eine Akkretionsscheibe, von deren innerer Grenzschicht Materie entlang der Magnetfeldlinien auf die magnetischen Pole des Weißen Zwergs fällt. Alle Polare und intermediären Polare sind Quellen starker Röntgenstrahlung.

### Novae
Die Form der Lichtkurve von Novae ähnelt denen von Zwergnovae bei einer größeren Amplitude. Der Ausbruchsmechanismus unterscheidet sich grundlegend, da die Eruptionen von Novae die Folge eines explosionsartigen Einsetzens von thermonuklearen Reaktionen auf der Oberfläche des Weißen Zwerges sind. Der Strahlungsdruck führt zu einem Sternwind, der die Atmosphäre um den Weißen Zwerg über die Fluchtgeschwindigkeit hinaus beschleunigt. Novae werden unterscheiden in:
- klassische Novae mit einem einmaligen Ausbruch in historischen Zeiträumen und
- sich wiederholende Novae mit mehr als einem beobachteten Ausbruch in historischen Zeiträumen.

### AM-Canum-Venaticorum-Sterne
AM-Canum-Venaticorum-Sterne sind enge Doppelsternsysteme mit einer Umlaufdauer von weniger als einer Stunde. Sie bestehen aus einem Weißen Zwerg und einem wasserstoffarmen Begleiter, der seine wasserstoffreiche Hülle verloren hat. Die Begleiter werden auch Helium-Sterne genannt. AM-Canum-Venaticorum-Sterne zeigen teilweise Ausbrüche wie Zwergnovae und laut numerischen Berechnungen auch wie Novae. Es gibt diverse Anzeichen für einen Materiefluss vom wasserstoffarmen Begleiter zum Weißen Zwerg.

## Verwandte Objektklassen
Eng mit den kataklysmischen Veränderlichen verwandt sind enge Doppelsternsysteme mit Weißem Zwerg als Primärkomponente, bei denen der Begleiter kein Hauptreihenstern ist oder noch kein Massentransfer erfolgt:

### Symbiotische Sterne
Bei symbiotischen Sternen erfolgt der Massentransfer meist auf einen Weißen Zwerg von einem Roten Riesen. Der Empfänger kann aber auch ein Hauptreihenstern sein. Aufgrund der Größe des Begleitsterns sind die Abstände der Sternkomponenten weiter als in kataklysmischen Veränderlichen, und die Bahnperioden betragen nicht Stunden, sondern Jahre oder Jahrzehnte. Um den kompakten Stern bildet sich eine Akkretionsscheibe und es kommt zu Novaausbrüchen oder Wasserstoffschalenbrennen, bei dem die Quelle als superweiche Röntgenquelle beobachtet wird.

### Prä-kataklysmische Veränderliche
Die Vorläufer der kataklysmischen Veränderlichen bilden die Klasse der prä-kataklysmischen Veränderlichen. Es handelt sich hierbei um getrennte Doppelsternsysteme bestehend aus einem Zwergstern und einem Weißen Zwerg. Auf diesen wird Masse transferiert werden innerhalb der Hubblezeit. Prä-kataklysmische Veränderliche sind das Ergebnis einer Common-Envelope-Phase, bei dem der jetzige Weiße Zwerg sich in einen Roten Riesen verwandelt und sich so weit ausgedehnt hatte, dass der Begleiter in seiner Atmosphäre umlief. Dabei ging durch Reibung genug Drehmoment verloren, um die Umlaufdauer in die Größenordnung von einigen Stunden zu bringen und die Atmosphäre des Roten Riesen abzustreifen. Durch die gebundene Rotation in einem prä-kataklysmischen Doppelsternsystem entwickelt der Zwergstern ein starkes Magnetfeld und magnetische Aktivität in Form einer aktiven Korona mit Massenauswürfen und Flares wie zum Beispiel bei V471 Tauri.
Während der Rote Zwerg in einem prä-kataklysmischen Doppelstern aufgrund der gebundenen Rotation deutlich über dem Level der magnetischen Aktivität von Einzelsternen verbleibt, kühlt der Weiße Zwerg im Laufe von Milliarden Jahren kontinuierlich ab. Im Fall von SDSS J013851.54-001621.6 liegt die Oberflächentemperatur bei nur noch 3750 K und daraus kann ein Alter von 9,5 Milliarden Jahren abgeleitet werden. Bei aktiv akkretierenden kataklysmischen Veränderlichen liegt die Temperatur mindestens mehr als doppelt so hoch. Wenn die Bahn des prä-kataklysmischen Doppelsterns so im Raum angeordnet ist, dass es von der Erde aus gesehen zu einem Bedeckungslichtwechsel kommt, sind diese Doppelsterne eine gute Möglichkeit, die Radien und die effektive Temperatur bei Weißen Zwergen zu kalibrieren.

## Entstehung und Entwicklung

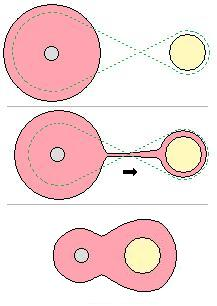
Entstehung eines kataklysmischen Doppelsternsystems in einer Gemeinsamen-Hüllen-Phase

Die Anwesenheit eines Weißen Zwerges in einem kurzperiodischen Doppelsternsystem ist zunächst unerwartet. Ein Weißer Zwerg ist der Kern eines ehemaligen Roten Riesen, dessen Durchmesser meist größer ist als der Abstand der Sterne im kataklysmischen Doppelsternsystem. Die Entstehung eines kataklysmischen Veränderlichen wird heute mit einer Gemeinsamen-Hüllen-Phase erklärt. Während der massereichere Stern in seinem Inneren einen Kern aus schweren Elementen gebildet hat, expandiert seine Atmosphäre zu einem Roten Riesen. Diese kommt in Kontakt mit dem Begleiter und seine Bahnbewegung wird durch Reibung gebremst. Dabei kommt es zu einem Energietransfer in die Atmosphäre des Roten Riesen, die daraufhin abströmt, und in der Folge zu einer Abnahme des Bahndurchmessers des Doppelsternsystems. Die Gemeinsame-Hüllen-Phase dauert nur wenige Jahre an und ist noch nicht direkt beobachtet worden. Nach dem kompletten Abwurf der Atmosphäre des ehemaligen Roten Riesen besteht das Doppelsternsystem aus einem Weißen Zwerg, dem ehemaligen Kern des Roten Riesen, und einem massearmen Begleiter. Es findet meist noch kein Massetransfer statt. In diesem Stadium des prä-kataklysmischen Veränderlichen befindet sich z. B. V471 Tauri.
In dem Doppelsternsystem setzt magnetischer Drehmomentverlust ein. Durch den Sternwind des Begleiters wird Plasma (ionisierte Materie) in den Raum beschleunigt und folgt den Magnetfeldlinien des Sterns. Das Plasma ist in den Magnetfeldlinien eingefroren und nimmt daher an der Rotation des Sterns teil. Da der Stern das abströmende Plasma mitschleppen muss, wird die Rotation des Sterns abgebremst. Dies wiederum vermindert den Gesamtdrehimpuls des Doppelsterns und verringert den Abstand der Komponenten im Doppelsternsystem. Nach einiger Zeit füllt der Begleiter seine Roche-Grenzfläche in dem Doppelsternsystem aus und es beginnt ein Materiefluss auf den Weißen Zwerg. Dies ist die Geburtsstunde des kataklysmischen Veränderlichen. Aufgrund des Materieflusses nimmt der Abstand der Komponenten weiter ab, bis die Umlaufdauer circa 3,18 Stunden beträgt.
Es gibt kaum kataklysmische Doppelsternsysteme mit Umlaufdauern zwischen 2,15 und 3,18 Stunden. Dieses Phänomen wird als Periodenlücke (engl. period gap) bezeichnet. Wenn der Abstand zwischen den Sternen zu einem Wert von 3,18 Stunden führt, verfügt der Begleiter über eine Masse, bei welcher der Energietransport im Stern ausschließlich mittels Konvektion erfolgt. In der Folge schrumpft der Begleiter aufgrund seines geänderten Aufbaus unter die Roche-Grenzfläche, woraufhin der Materiefluss abreißt und die kataklysmische Aktivität abklingt. Innerhalb der Periodenlücke kommt es zu einem langsamen Drehmomentverlust aufgrund der Abstrahlung von Gravitationswellen, wobei dieser Mechanismus bis zu eine Milliarde Jahre braucht, um das Doppelsternsystem bei einer Umlaufdauer von 2,15 Stunden wieder in Kontakt zu bringen. Es gibt einige aktive kataklysmische Veränderliche innerhalb der Periodenlücke, wobei diese wahrscheinlich innerhalb der Periodenlücke erstmals ihre Roche-Grenzfläche ausfüllten und der Materietransfer einsetzte.
Bei einer Umlaufdauer von 2,15 Stunden füllt der Begleiter wieder seine Roche-Grenzfläche und die kataklysmische Veränderlichkeit wird als Folge des Massentransfers wieder nachweisbar. Die Umlaufdauer nimmt aufgrund der Abstrahlung von Gravitationswellen weiter ab bis zu einem Minimalwert von 83 Minuten. Hier erlischt das Wasserstoffbrennen im Begleiter, der sich in einen Braunen Zwerg umwandelt. Dieser kann nicht schnell genug mit einer Radiusverringerung auf den Massenverlust reagieren und in der Folge kommt es zu einer Vergrößerung des Durchmessers des Begleiters sowie des Bahnabstands im Doppelsternsystem. Damit nimmt die Umlaufdauer des kataklysmischen Doppelsternsystems wieder zu. Diese Doppelsterne werden als Bounce-Back-Systeme bezeichnet, da sie an der Periodenuntergrenze abgeprallt sind. Im Gegensatz zu den theoretischen Annahmen konnte keine große Häufigkeit von kataklysmischen Systemen knapp oberhalb der Periodenuntergrenze beobachtet werden. Dieses Entwicklungsmodell wird unterstützt durch die Populationszugehörigkeit der kataklysmischen Doppelsterne in Sonnennähe. Diese gehören überwiegend zur dünnen Scheibe, während die Systeme mit Umlaufdauern unterhalb der Periodenlücke zu über 60 Prozent zur dicken Scheibe gehören. Aus den kinematischen Daten konnte ein mittleres Alter für kataklysmische Veränderliche unterhalb der Periodenlücke von 13 Milliarden Jahren abgeleitet werden, was in Übereinstimmung mit den simulierten Populationsmodellen steht.
Im Gegensatz zu dem oben beschriebenen Standardmodell gibt es auch kataklysmische Doppelsternsysteme unterhalb von 83 Minuten neben den AM-CVn-Systemen. Ein Beispiel ist SDSS J1507+52 mit einer Umlaufdauer von 67 Minuten. Diese Abweichung kann eine Folge der Populationszugehörigkeit sein, da auch metallarme Unterzwerge einen kleineren Radius im Vergleich zu den Hauptreihensternen der Population I zeigen.

## Säkulare Entwicklung

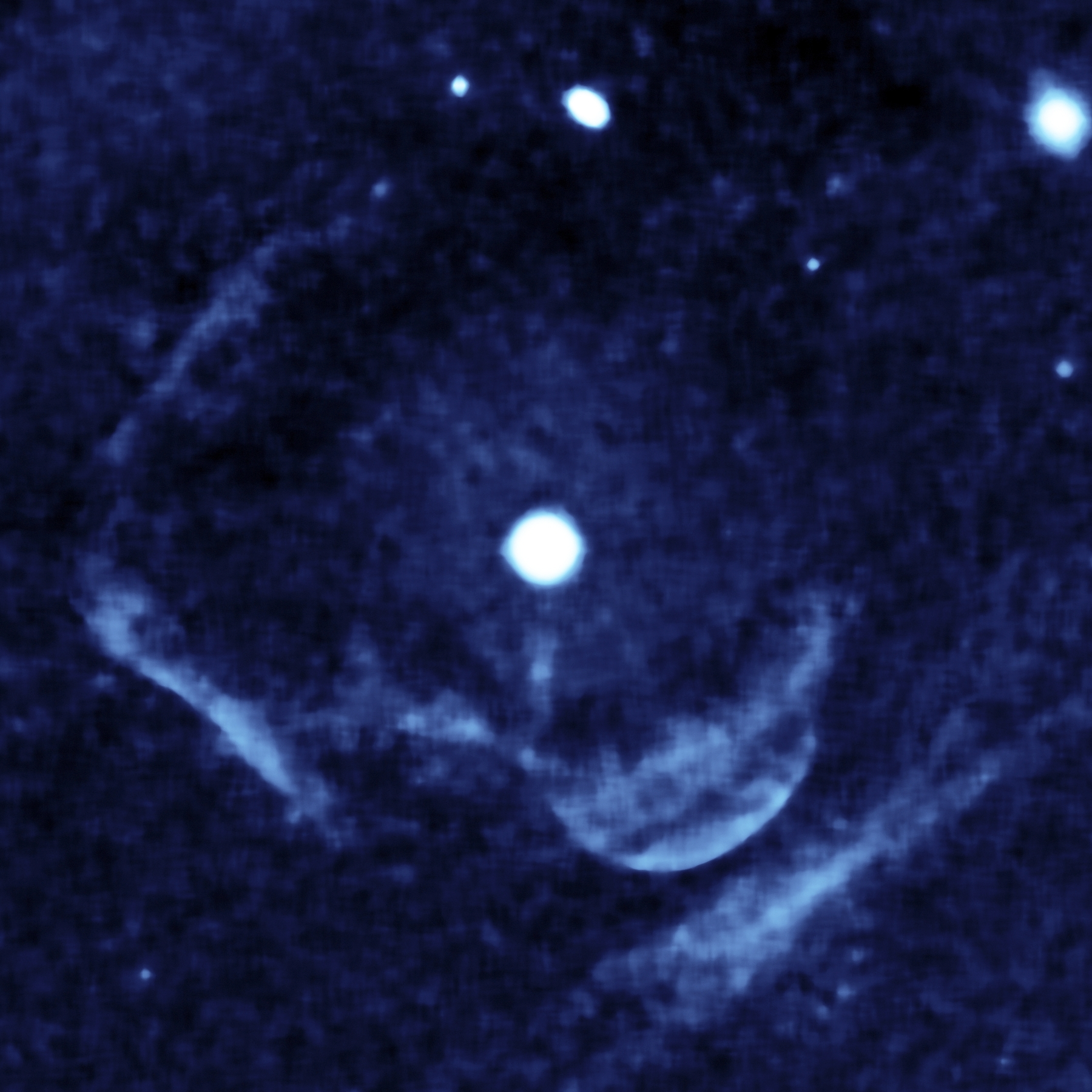
Aufnahme einer alten Novahülle um die Zwergnova Z Camelopardalis

Novae und Zwergnovae sowie AM-Herculis-Sterne und Novae unterscheiden sich nicht in irgendwelchen physikalischen Parametern des Doppelsternsystems, in denen sie vorkommen. Schon früh entstand daher die Idee, dass diese Arten von kataklysmischen Veränderlichen Teil einer säkularen Entwicklungssequenz sind. Diese Hypothese gilt nach der Entdeckung von zwergnovaartigen Ausbrüchen bei der Nova Her 1960 (= V446 Her) sowie eine alte Novahülle um die Zwergnova Z Cam als bestätigt.
Während eines Novaausbruchs wird Energie auf den Begleiter übertragen, der daraufhin expandiert und mehr Materie an den Weißen Zwerg transferiert. Daher ähnelt das Postnova-Spektrum meistens dem eines novaähnlichen Veränderlichen. Nach einiger Zeit relaxiert der Begleiter und der Materiestrom wird reduziert oder temporär vollständig unterbrochen. Nun kommt es bei einem geringen Massentransfer zur Akkretionsscheibe zu seltenen Zwergnovaeruptionen vom Typ U Gem. Der Materiefluss steigt weiter an und die Zwergnova wird den Z-Cam-Sternen zugerechnet, da die Transferrate bereits so hoch ist, dass die Akkretionsscheibe im Ausbruchstadium für längere Zeit verbleibt. Bei einem weiteren Anstieg der Transferrate verbleibt das Doppelsternsystem annähernd immer im Status der Eruption und wird als VY-Scl-Stern klassifiziert. Nach einiger Zeit hat sich soviel Materie an der Oberfläche des Weißen Zwerges angesammelt, dass es zu einer thermonuklearen Zündung kommt und ein neuer Novaausbruch beginnt. Nach theoretischen Überlegungen wird erwartet, dass kataklysmische Veränderliche einige tausend Novazyklen durchlaufen.

## Dopplertomographie
Die Dopplertomografie ist ein Verfahren zur Auflösung der räumlichen Struktur eines Doppelsternsystems mit Hilfe des Dopplereffektes. Dabei werden aus Spektren die Radialgeschwindigkeiten aufgenommen und über tomographische Verfahren die Struktur in der Akkretionsscheibe rekonstruiert. Meist wird dabei davon ausgegangen, dass die Geschwindigkeit in der Scheibe einer kreisförmigen Keplerbahn entspricht. Dieses Verfahren wird besonders bei kataklysmischen Veränderlichen eingesetzt, da aufgrund der Massen der Weißen Zwerge und des geringen Abstandes der Komponenten eine vollständige Rekonstruktion bereits mit den Daten einer Nacht erfolgen kann und die Amplitude der Dopplerverschiebung eine hohe räumliche Auflösung ermöglicht. Zu den Ergebnissen der Dopplertomographie bei kataklysmischen Veränderlichen gehören:
- Die Bildung von Spiralstrukturen in der Akkretionsscheibe während des Ausbruches und bei einigen Sternen auch in Ruhephasen.
- Bei einigen kataklysmischen Veränderlichen liegt der heiße Fleck (engl. hot spot), in dem das Material des Begleiter auf die Akkretionsscheibe trifft, näher am Weißen Zwerg als beim Rand der Scheibe.
- Das unerwartete Fehlen einer Akkretionsscheibe um einige Novaähnliche.
- Der Anstieg der Helligkeit des heißen Flecks bei einigen SU-UMa-Sternen vor einem Superausbruch.

## Kataklysmische Veränderliche als Vorläufer von Supernovae?
In kataklysmischen Doppelsternen wird Materie auf einen Weißen Zwerg transferiert. Übersteigt die Masse des Weißen Zwerges die Chandrasekhar-Grenze von ungefähr 1,4 Sonnenmassen, kann die entartete Materie dem Druck nicht mehr widerstehen und der Weiße Zwerg kollabiert. Dies ist ein potentieller Bildungsmechanismus für eine Supernova vom Typ Ia. Allerdings durchlaufen wahrscheinlich alle kataklysmischen Veränderlichen mehrere Novaausbrüche und in den Nebeln um Novae sind Bestandteile von der Oberfläche des Weißen Zwerges nachgewiesen worden, die bei einem Novaausbruch abgesprengt worden sind. Deshalb verlieren die Weiße Zwerge in kataklysmischen Veränderlichen eher Masse und überschreiten nicht die Chandrasekhar-Grenze. Dagegen hat eine Untersuchung der Massen von Weißen Zwergen auf Basis der Lichtkurven von kataklysmischen Veränderlichen nicht die erwartete Abnahme der Masse mit der Umlaufdauer des Doppelsternsystems ergeben.
Ein zweiter Entwicklungskanal zu einer Supernova vom Typ Ia könnten superweiche Röntgenquellen sein. Hierbei handelt es sich um kataklysmische oder symbiotische Doppelsternsysteme, bei denen es auf dem Weißen Zwerg zu einem stabilen Wasserstoffbrennen kommt. Dabei wächst die Masse des Weißen Zwerges aufgrund der vom Begleiter akkretierten Materie kontinuierlich an und dies sollte zu einer Supernova vom Typ Ia führen beim Überschreiten der Chandrasekhar-Grenze. Allerdings ist die beobachtete Anzahl der Super soft X-ray source zu gering, um einen signifikanten Anteil an Typ Ia Supernovae zu stellen.
Gegen eine Entstehung von Supernova vom Typ Ia wird häufig angeführt, dass es bisher nicht gelungen ist, in oder nahe einem Supernovaüberrest den ehemaligen Begleiter aus dem kataklysmischen Doppelsternsystem zu identifizieren. Durch den Abwurf von Gasmassen bei der Supernovaexplosion wird seine Bahn instabil und der vorherige Begleiter wird sich mit hoher Geschwindigkeit vom Ort des Geschehens entfernen. Allerdings wird neben der Masse auf den Weißen Zwerg auch Drehimpuls transferiert, und bei einer schnellen Rotation stabilisieren Fliehkräfte gegen den Kollaps auch nach Überschreiten der Chandrasekharschen Massengrenze. Erst nach 100.000 bis 1.000.000 Jahren wird über die Emission von Gravitationsstrahlung so viel Drehimpuls abgebaut, dass die Bedingungen für eine Supernovaexplosion vorliegen. In diesem Zeitraum hat sich der Begleiter stark abgekühlt und, wenn der Begleiter ein Unterriese war, sogar seine ausgedehnte Hülle verloren. Damit wäre der Begleiter in vielen Fällen zu lichtschwach, um ihn mit heutigen Instrumenten in einem Supernovaüberrest nachzuweisen.
Eine andere Alternative folgt aus der magnetischen Aktivität Roter Zwerge, wie sie sich bei UV-Ceti-Sternen und BY-Draconis-Sternen zeigt. In einem engen Doppelsternsystem bestehend aus einem Roten Zwerg und Weißen Zwerg sollten die Magnetfelder beider Sterne dazu führen, dass es zu einer Umverteilung des Drehimpulses kommt mit dem Ergebnis einer Synchronisation der Rotationsperiode mit der Bahnumlaufdauer. In der Folge zeigen die Pole der Magnetfelder beider Sterne zueinander und es entstehen geschlossene Magnetfeldlinien über beide Sterne des Doppelsternsystems. Der Massenfluss vom Roten zum Weißen Zwerg sollte entlang dieser Magnetfeldlinien strömen und kann bedeutend höhere Werte annehmen als bei einer sphärischen Akkretion. Die an den Polen des Weißen Zwerges durch Akkretion und Wasserstoffbrennen generierte Leuchtkraft heizt den Roten Zwerg auf und hält den Materietransfer am Laufen. Dieser selbsterhaltende Mechanismus könnte zu einem Überschreiten der Grenzmasse des Weißen Zwerges führen, ohne dass vorher Novae die Masse des entarteten Sterns begrenzen. Die erforderlichen Magnetfelddichten wären erheblich geringer als die bei Polaren gefundenen Werte.
Eine Verschmelzung zweier Weißer Zwerge kann laut numerischer Berechnungen ebenfalls zu einem Supernovaausbruch führen. Dies ist eine Szenario für die kurzperiodischen AM-Canum-Venaticorum-Sterne, in denen zwei (halb)-entartete Sterne Materie austauschen. Auf Archivaufnahmen des Röntgensatelliten Chandra vor dem Ausbruch der Supernova 2007on in NGC 1404 konnte eine schwache Röntgenquelle gefunden werden, deren Spektrum dem eines AM-CVn-Sterns ähnelt.

## Röntgenstrahlung von kataklysmischen Veränderlichen
Beim Einfall von Materie auf einen Weißen Zwerg (Akkretion) wird die Materie abrupt abgebremst und erreicht dabei Temperaturen von bis zu einigen Millionen Kelvin. Ein Großteil der dabei freiwerdenden Energie wird im fernen Ultraviolett und im Bereich der Röntgenstrahlung wieder abgestrahlt. Aufgrund dieser Eigenschaft werden Durchmusterungen im Bereich der Röntgenstrahlung verwendet, um die Raumdichte der kataklysmischen Veränderlichen zu bestimmen, da es bei optischen Surveys durch die unterschiedlichen Ausbruchsamplituden und relativen Dauern der Ausbruchsphasen zu schwer zu korrigierenden Selektionseffekten kommt. Die Raumdichte aus Röntgendurchmusterungen ist zu 0,5–10*10−6 pro Parsec bestimmt worden.
Magnetische kataklysmische Veränderliche stellen circa 25 % der Population aller kataklysmischen Veränderlichen. Sie werden weiter unterteilt in DQ-Herculis-Sterne mit magnetischen Flussdichten von bis zu 20.000.000 Gauß und Polare mit bis 230.000.000 Gauß. Dabei stellen Polare circa 2/3 der Anzahl der magnetischen kataklysmischen Veränderlichen. Bei den DQ-Herculis-Sternen penetriert das Magnetfeld die Akkretionsscheibe und zwingt die Materie aus der Scheibe in Richtung der magnetischen Pole des Weißen Zwerges zu fließen. Die Röntgenstrahlung entsteht überwiegend an einer Schockfront knapp oberhalb der Oberfläche des Weißen Zwerges und strahlt mit einer Energie von einigen 1033 erg pro Sekunde mit einer Strahlung überwiegend im Bereich der harten Röntgenstrahlung von 10 bis 96 keV. Eine schwächere weichere Komponente im Bereich von 30 bis 100 eV könnte thermische Strahlung von der Oberfläche des Weißen Zwerges sein.
Polare mit ihren Umlaufdauern meist unterhalb der Periodenlücke haben eine dominierende weiche Komponente der Röntgenstrahlung im Bereich von 10 bis 30 eV aufgrund von Wärmestrahlung des Weißen Zwerges. Daneben tritt Bremsstrahlung im Bereich des Akkretionsstroms auf und die abgestrahlte Energie im Bereich der Röntgenstrahlung schwankt zwischen 1030 erg/s im niedrigen Zustand und einigen 1032 erg/s im hohen Zustand. Etwa 50 % aller Polare befinden sich zu jedem Zeitpunkt in einem Zustand niedriger Akkretion.
Bei nicht oder schwachmagnetischen Weißen Zwergen in kataklysmischen Veränderlichen tritt im Zustand von niedrigen Akkretionsraten wie bei Zwergnovae im Ruhezustand harte Röntgenstrahlung auf, da die Übergangsschicht zwischen der Akkretionsscheibe und dem Weißen Zwerg optisch dünn ist. Bei hohen Akkretionsraten wird dementsprechend weiche Röntgenstrahlung nachgewiesen, da in der nun optisch dicken Übergangsschicht die Röntgenstrahlung mehrfach absorbiert und reemittiert wird. Bei Novaausbrüchen kommt es nahe der Oberfläche des Weißen Zwerges zu einem thermonuklearen Runaway, einem explosiven Wasserstoffbrennen. In der Folge wird Materie auf bis mehrere tausend Kilometer pro Sekunde beschleunigt, und eine Pseudophotosphäre führt zu einem Helligkeitsanstieg vom Ultravioletten bis zum Infraroten. Wenn die Hülle soweit expandiert ist, dass sie für Röntgenstrahlung durchsichtig wird, kann eine extrem weiche Röntgenkomponente nachgewiesen werden. Diese Quellen werden zu den superweichen Röntgenquellen gezählt. Die sehr weiche Röntgenstrahlung wird als Folge des immer noch andauernden Wasserstoffbrennens auf der Oberfläche des Weißen Zwerges interpretiert.

## Exoplaneten um kataklysmische Doppelsterne
Um die kataklysmischen Veränderlichen NN Serpentis, UZ Fornacis, DP Leonis, QS Virginis und HU Aqr sind Exoplaneten berichtet worden, auf deren Existenz mittels Lichtlaufzeiteffektes geschlossen wurde. Der Lichtlaufzeiteffekt beschreibt eine Veränderung des Eintretens eines messbaren Zeitpunkts, z. B. das Minimum eines Bedeckungslichtwechsels aufgrund der Verschiebung des gravitativen Schwerpunkts durch einen weiteren oder mehrere Körper im Doppelsternsystem. Durch fortlaufende Beobachtungen und numerische Berechnungen kann die Existenz und Stabilität dieser vier Planeten als gesichert angesehen werden. Die beobachteten Planeten gehören zur Klasse der Gasriesen mit Massen von ca. 1 bis 8 Jupitermassen und haben Umlaufperioden von ca. 3 bis 8 Jahren.

## Asteroseismologie
Mit Hilfe der Asteroseismologie werden Schwingungen und die damit verbundene Ausbreitung von Schallwellen in der Atmosphäre von Sternen analysiert. Damit kann auf den Aufbau der Sterne geschlossen werden, und die Asteroseismologie ermöglicht die Berechnung des Verlaufs von Temperatur, Dichte, Rotationsgeschwindigkeit und chemischer Zusammensetzung in Sternen unterhalb der Photosphäre. Pulsierende Weiße Zwerge sind bekannt als ZZ-Ceti-Sterne und intensiv untersucht. Bei kataklysmischen Veränderlichen mit geringen Massentransferraten dominiert die Akkretionsscheibe nicht die elektromagnetische Strahlung und Licht vom Weißen Zwerg kann nachgewiesen werden. Dabei erhitzt sich der Weiße Zwerg während eines Massentransferevents bei einem Zwergnovaausbruch und kühlt sich in der Zwischenzeit ab. Diese Entwicklung spiegelt sich in den Änderungen der Frequenzen und Amplituden der Pulsationen des akkretierenden Weißen Zwerges wider. Aus den Schwingungen kann auch die Masse der Weißen Zwerge mit hoher Genauigkeit sowie der über Jahre verlaufende Temperaturabfall nach dem Ausbruch abgeleitet werden.

## Belege
1. ↑  Walter H. G. Lewin, Jan van Paradijs, Edward P. J. van den Heuvel: X-ray Binaries. Cambridge University Press, Cambridge 1997, ISBN 0-521-59934-2.
2. 1 2  Brian Warner: Cataclysmic Variable Stars. Cambridge University Press, Cambridge 1995, ISBN 0-521-54209-X.
3. ↑  Cuno Hoffmeister, G. Richter, W. Wenzel: Veränderliche Sterne. J. A. Barth Verlag, Leipzig 1990, ISBN 3-335-00224-5.
4. ↑  John R. Percy: Understanding Variable Stars. Cambridge University Press, Cambridge 2007, ISBN 978-0-521-23253-1.
5. ↑  Friedrich Meyer, Emmi Meyer-Hofmeister: A model for the standstill of the Z Camelopardalis variables. In: Astronomy & Astrophysics. Band 121, Nr. 05, 1983, ISSN 0004-6361, S. 29–34, bibcode:1983A&A...121...29M.
6. ↑  P. Rodríguez-Gil, L. Schmidtobreick, K. S. Long, T. Shahbaz, B. T. Gänsicke, M. A. P. Torres: The low states of CVs at the upper edge of the period gap. In: Astrophysics. Solar and Stellar Astrophysics. 2011, arxiv:1112.0902v1.
7. ↑  S. J. Kenyon: The symbiotic stars. Cambridge University Press, Cambridge 2009, ISBN 978-0-521-09331-6.
8. ↑  N. Blind, H. M. J. Boffin, J.-P. Berger, J.-B. Le Bouquin, A. Mérand, B. Lazareff, G. Zins: An incisive look at the symbiotic star SS Leporis -- Milli-arcsecond imaging with PIONIER/VLTI. In: Astrophysics. Solar and Stellar Astrophysics. 2011, arxiv:1112.1514v1.
9. ↑  M. R. Schreiber, B. T. Gänsicke: The age, life expectancy, and space density of Post Common Envelope Binaries. In: Astronomy & Astrophysics. Band 406, Nr. 1, 2003, ISSN 0004-6361, S. 305–321, doi:10.1051/0004-6361:20030801.
10. ↑  Icko Iben, Mario Livio: Common Envelopes in Binary Star Evolution. In: Publications of the Astronomical Society of the Pacific. Band 105, 1993, S. 1373–1406, JSTOR:40680203.
11. ↑  Edward M. Sion et al.: Hubble Space Telescope FUV Spectra of the Post-Common-Envelope Hyades Binary V471 Tauri. In: Astrophysics. Solar and Stellar Astrophysics. 2012, arxiv:1203.4787v1.
12. ↑  S. G. Parsons, B. T. Gänsicke, T. R. Marsh, P. Bergeron, C. M. Copperwheat, V. S. Dhillon, J. Bento, S. P. Littlefair, M. R. Schreiber: An accurate mass and radius measurement for an ultracool white dwarf. In: Astrophysics. Solar and Stellar Astrophysics. 2012, arxiv:1207.5393v1.
13. ↑  C. Knigge: The donor stars of cataclysmic variables. In: Monthly Notice of the Royal Astronomical Society. Band 373, Nr. 2, 2006, S. 484–502, doi:10.1111/j.1365-2966.2006.11096.x.
14. ↑  Krzysztof Z. Kamiński u. a.: MOST Photometry and DDO Spectroscopy of the Eclipsing (White Dwarf + Red Dwarf) Binary V471 Tau. In: The Astronomical Journal. Band 134, Nr. 1, 2007, S. 1206–1215, doi:10.1086/520923.
15. ↑  C. Knigge: Cataclysmic Variables: Eight Breakthroughs in Eight Years. In: Mjaa. S0c. As. 2011, arxiv:1101.2901.
16. ↑  U. Kolb, A. R. King, H. Ritter: The CV period gap: still there. In: Astrophysics. Solar and Stellar Astrophysics. 1998, arxiv:astro-ph/9806007.
17. ↑  S. Zharikov, G. Tovmassian, A. Aviles, R. Michel, D. Gonzalez-Buitrago und Ma. T. Garcıa-Dıaz: The accretion disk in the post period-minimum cataclysmic variable SDSS J080434.20+510349.2. In: Astrophysics. Solar and Stellar Astrophysics. 2012, arxiv:1211.1357.
18. ↑  T. Ak, S. Bilir, T. Guver, H. Cakmak, S. Ak: Population types of cataclysmic variables in the solar neighbourhood. In: Astrophysics. Solar and Stellar Astrophysics. 2012, arxiv:1211.5806.
19. ↑  Helena Uthas u. a.: The cataclysmic variable SDSS J1507+52: An eclipsing period bouncer in the Galactic halo. In: Astrophysics. Solar and Stellar Astrophysics. 2011, arxiv:1104.1180.
20. ↑  R. K. Honeycutt, J. W. Robertson, S. Kafka: The Dwarf Nova Outbursts of Nova Her 1960 (=V446 Her). In: Astrophysics. Solar and Stellar Astrophysics. 2011, arxiv:1102.3761.
21. ↑  Michael M. Shara u. a.: An ancient nova shell around the dwarf nova Z Camelopardalis. In: Nature. Band 446, 2007, S. 159–162, doi:10.1038/nature05576.
22. ↑  S. N. Shore, M. Livio, E. P. J. van den Heuvel: Interacting Binaries: Saas-Fee Advanced Course 22. Lecture Notes 1992. Swiss Society for Astrophysics and Astronomy (Saas-Fee Advanced Courses). Springer Verlag, Berlin 1993, ISBN 3-540-57014-4.
23. ↑  Juan Echevarría: Doppler Tomography in Cataclysmic Variables: an historical perspective. In: Memorie della Societa Astronomica Italiana. 2012, arxiv:1201.3075v1.
24. ↑  Michael F. Bode, A. Evans: Classical novae. Cambridge University Press, Cambridge 2008, ISBN 978-0-521-84330-0.
25. ↑  C. D. J. Savoury, S. P. Littlefair, V. S. Dhillon, T. R. Marsh, B. T. Gaensicke, C. M. Copperwheat, P. Kerry, R. D. G. Hickman, S. G. Parsons: Cataclysmic Variables below the Period Gap: Mass Determinations of 14 Eclipsing Systems. In: Monthly Notices of the Royal Astronomical Society. 2011, arxiv:1103.2713.
26. ↑  Joseph Patterson, John R. Thorstensen, Robert Fried, David R. Skillman, Lewis M. Cook and Lasse Jensen: Superhumps in Cataclysmic Binaries. XX. V751 Cygni. In: Publications of the Astronomical Society of the Pacific. Band 113, 2001, S. 72–81, doi:10.1086/317973.
27. ↑  R. Di Stefano, Mukremin Kilic: The Absence of Ex-Companions in Type Ia Supernova Remnants. In: Astrophysics. Solar and Stellar Astrophysics. 2012, arxiv:1205.3168v1.
28. ↑  J. Craig Wheeler: White Dwarf/M Dwarf Binaries as Single Degenerate Progenitors of Type Ia Supernovae. In: Astrophysics. Solar and Stellar Astrophysics. 2012, arxiv:1209.1021.
29. ↑  Rasmus Voss, Gijs Nelemans: Discovery of the progenitor of the type Ia supernova 2007on. In: Nature. Band 451, 2008, S. 802–804, doi:10.1038/nature06602.
30. ↑  Magaretha L. Pretorius, Christian Knigge: The space density and X-ray luminosity function of non-magnetic cataclysmic variables. In: Astrophysics. Solar and Stellar Astrophysics. 2011, arxiv:1109.3162v1.
31. ↑  Şölen Balman: The X-ray Properties of Cataclysmic Variables. In: Astrophysics. Solar and Stellar Astrophysics. 2011, arxiv:1112.3893v1.
32. ↑  Joseph Patterson: The DQ Herculis Stars. In: Publications of the Astronomical Society of the Pacific. Band 106, 1994, S. 209–238.
33. ↑  Gavin Ramsay, Mark Cropper: The energy balance of polars revisited. In: Monthly Notice of the Royal Astronomical Society. Band 347, 2004, S. 497–507, doi:10.1111/j.1365-2966.2004.07220.x.
34. ↑  Walter Lewin, Michael van der Klies: Compact Stellar X-ray Sources (Cambridge Astrophysics). Cambridge University Press, Cambridge 2010, ISBN 978-0-521-15806-0.
35. ↑  K. Beuermann u. a.: The Planets around the Post-Common Envelope Binary NN Serpentis. In: Astronomy & Astrophysics. 2011, ISSN 0004-6361, arxiv:1102.0508.
36. ↑  K. Beuermann u. a.: The giant planet orbiting the cataclysmic binary DP Leonis. In: Astronomy & Astrophysics. Band 526, 2011, ISSN 0004-6361, doi:10.1051/0004-6361/201015942, arxiv:1011.3905.
37. ↑  K. Beuermann u. a.: Possible detection of two giant extrasolar planets orbiting the eclipsing polar UZ Fornacis. In: Astronomy & Astrophysics. 2011, ISSN 0004-6361, arxiv:1106.1404v1.
38. ↑  S. B. Qian u. a.: A giant planet in orbit around a magnetic-braking hibernating in a Cataclysmic Variable. In: Monthly Notice of the Royal Astronomical Society. Band 401, Nr. 1, 2010, S. L34–L38, doi:10.1111/j.1745-3933.2009.00780.x.
39. ↑  R. Schwarz u. a.: Hunting high and low: XMM monitoring of the eclipsing polar HU Aquarii. In: Astronomy & Astrophysics. Band 496, 2009, ISSN 0004-6361, S. 833–840, doi:10.1051/0004-6361/200811485, arxiv:0901.4902.
40. ↑  H. Uthas u. a.: Two new accreting, pulsating white dwarfs: SDSS J1457+51 and BW Sculptoris. In: Astronomy & Astrophysics. 2011, ISSN 0004-6361, arxiv:1111.3956v1.
41. ↑  Paula Szkody u. a.: HST and Optical Data Reveal White Dwarf Cooling, Spin and Periodicities in GW Librae 3–4 Years after Outburst. In: Astronomy & Astrophysics. 2012, ISSN 0004-6361, arxiv:1205.2598v1.